# Пасечник, Анатолий Павлович
Анатолий Павлович Пасечник (1938—2000) — машинист самоходного погрузчика Манзенского леспромхоза, Красноярский край, Герой Социалистического Труда.

## Биография
Родился 9 января 1938 года в селе Волица-Полевая Хмельницкой области Украинской ССР.
Трудовую деятельность начал в 1955 году рабочим Тасеевской сплавной конторы. После окончания в 1957 году ФЗО, начал работать водителем в Манзенском лесопункте Богучанского леспромхоза. В 1966 году был направлен на работу оператором челюстного погрузчика, где его сменная выработка достигала порядка 500 м³ хлыстов.
Кроме производственной, А. П. Пасечник занимался общественной деятельностью — был делегатом XXV съезда КПСС, XVII съезда профсоюзов лесной промышленности, депутатом трёх созывов краевого Совета народных депутатов, многократно избирался членом Богучанского районного комитета КПСС.
Умер 9 августа 2000 года. Место захоронения: п. Манзя, Богучанского района, Красноярского края.

## Награды
- В 1974 году Анатолию Павловичу Пасечнику было присвоено звание Героя Социалистического Труда с вручением золотой медали «Серп и Молот».
- Также был награждён орденами Трудового Красного Знамени и Знак Почёта, а также медалями.